# Байдали
Байдали́ (каз. Байдалы) — село у складі Сандиктауського району Акмолинської області Казахстану. Адміністративний центр Веселівського сільського округу.
Населення — 537 осіб (2021; 783 у 2009, 1105 у 1999, 1657 у 1989).
Національний склад станом на 1989 рік:
- росіяни — 44 %;
- казахи — 26 %.

До 2023 року село називалось Веселе.